# Hydrocassis
Hydrocassis (лат.) — род жуков-водолюбов из подсемейства Hydrophilinae.
Известно около 20 видов.

## Описание
Водолюбы мелкого и среднего размера, овальной формы, выпуклые. Длина тела от 6 до 9 мм. Усики состоят из 9 антенномеров. Род встречается в Ориентальной области и восточной Палеарктике.

## Классификация
Известно около 20 видов. Род Hydrocassis был выделен в 1878 году для вида Hydrocassis scapulata. Hydrocassis можно отличить от близкого рода Ametor по тому, что: 1) надкрылья между пунктурами гладкие, а не матовые; 2) эпиплевры спереди наклонные, а не горизонтальные как у Ametor.
- Hydrocassis anhuiensis Ji & Schödl, 1998[6]
- Hydrocassis baoshanensis Schödl & Li, 1995[7]
- Hydrocassis formosus (Knisch, 1921)
- Hydrocassis fujiwarai Kamite & Hayashi, 2019[5]
- Hydrocassis gansu Jia & Zhao, 2013[8]
- Hydrocassis hebaueri Schödl, 2000[9]
- Hydrocassis imperialis (Knisch, 1924)
- Hydrocassis jengi Satô, 1998[10]
- Hydrocassis lacustris (Sharp, 1884)
- Hydrocassis metasternalis Ji & Schödl, 1998[6]
- Hydrocassis mongolica  Liu, Ji & Jing, 2008[11]
- Hydrocassis pseudoscapha Ji & Schödl, 1998[6]
- Hydrocassis scapha  d’Orchymont, 1942[12]
- Hydrocassis scaphoides  d’Orchymont, 1942
- Hydrocassis scapulata  Deyrolle & Fairmaire, 1878
- Hydrocassis sichuana  Ji & Schödl, 1998[6]
- Hydrocassis taiwana  Satô, 1971
- Hydrocassis uncinata  Ji & Schödl, 1998[6]